# Shunga

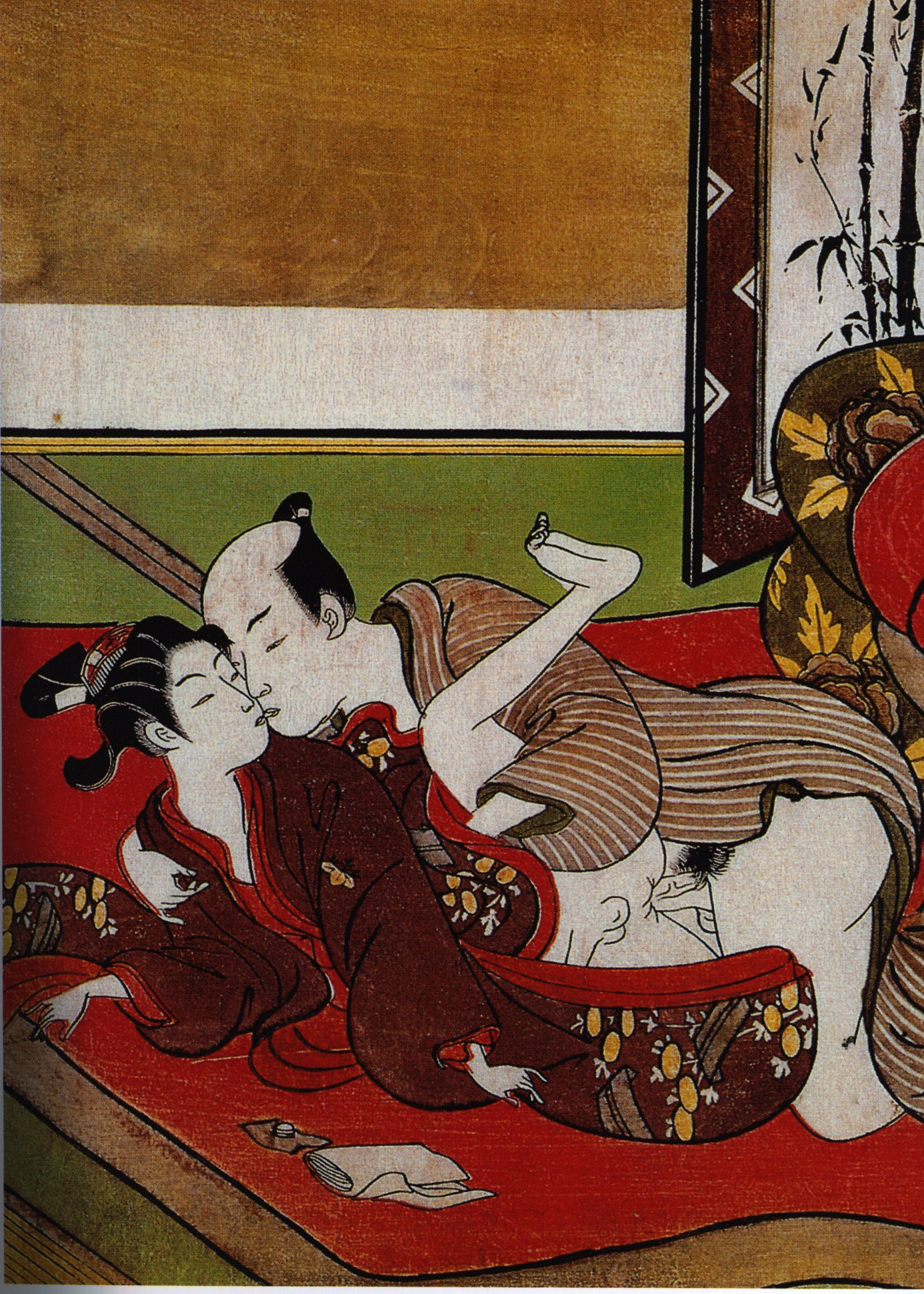
Suzuki Harunobu, dettaglio di un Shunga. 1750 circa. Londra, Victoria and Albert Museum

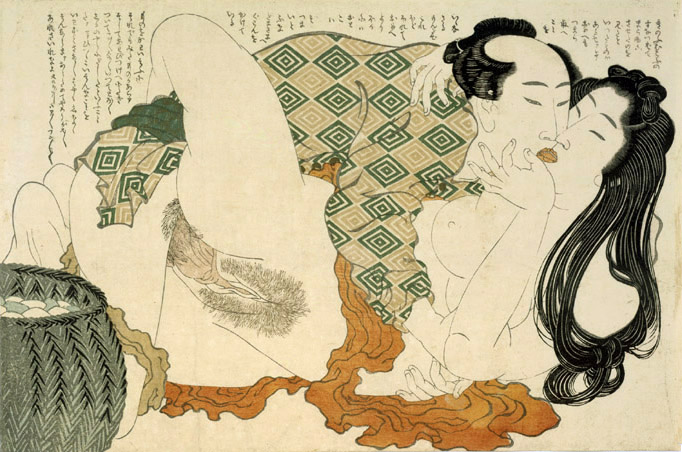
Shunga di Hokusai

Gli shunga (春画?) sono delle stampe erotiche giapponesi, sullo stile ukiyo-e.
Shunga significa letteralmente "pittura della primavera", un eufemismo dell'atto sessuale. La parola shunga sarebbe derivata dal termine cinese chungonghua (traslitterato in giapponese in shunkyūga), che significa "immagini del palazzo di primavera", per rievocare la gioiosa vita del Kōtaishi, il principe ereditario.
L'età d'oro dell'arte shunga viene situata nel periodo Edo (江戸時代?, Edo jidai), tra il 1600 ed il 1868.

## Storia

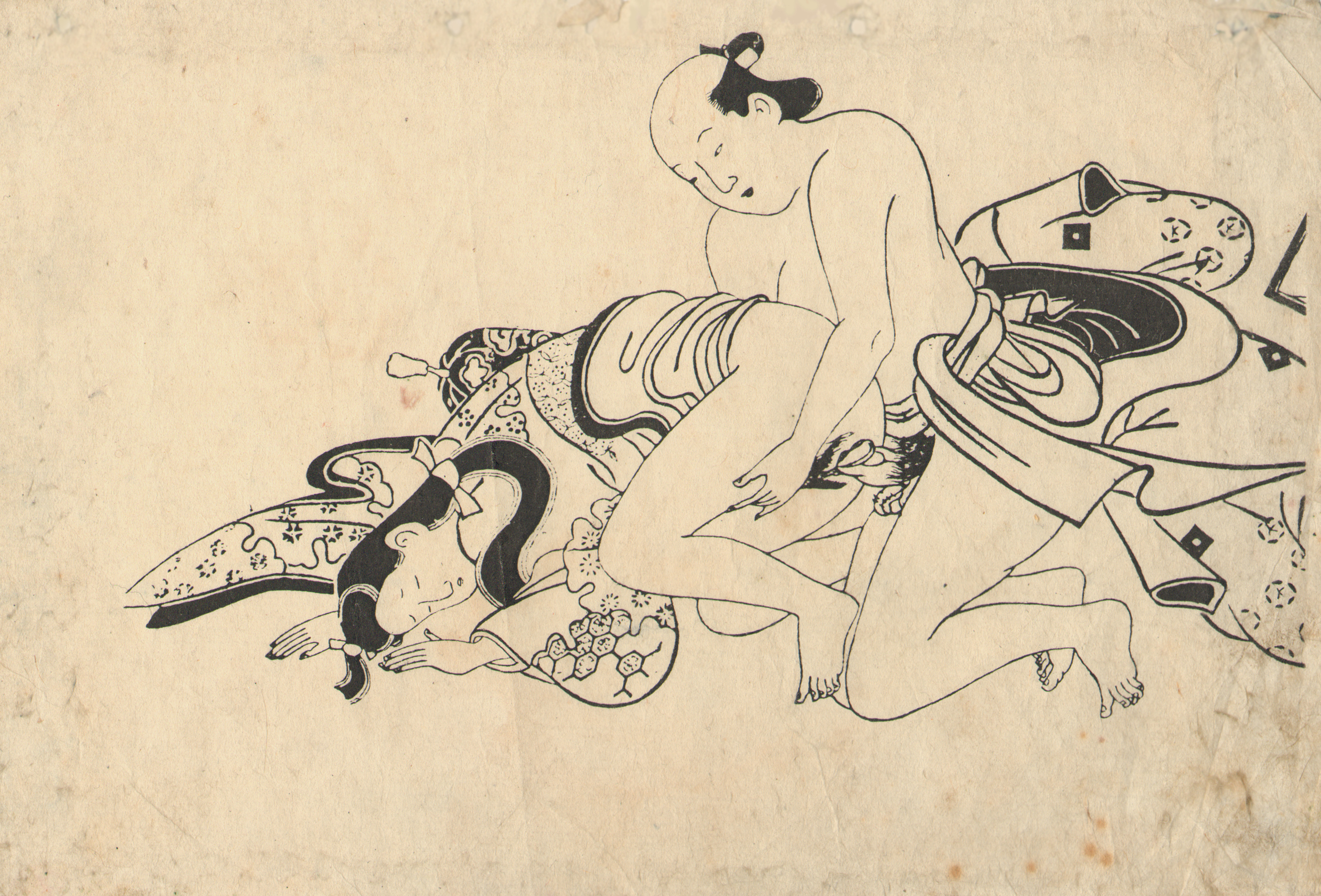
Torii Kiyonobu I (1664-1729), xilografia. Shunga. 1703.

I shunga hanno la loro origine in Cina. Si pensa che esse siano state ispirate dalle illustrazioni di manuali di medicina durante l'epoca Muromachi (室町時代?, Muromachi jidai) (1336-1573), e dai pittori erotici cinesi di quel periodo, che tendevano ad esagerare le dimensioni dei genitali, caratteristica propria degli shunga.
Benché già esistenti prima del periodo Edo, gli shunga erano rari e riservati agli ambienti di corte, e solo successivamente a quel periodo crebbero di quantità e qualità.
Vi furono numerosi tentativi da parte dei governanti giapponesi di vietare i shunga, di cui il primo fu l'editto pubblicato sotto lo shogunato Tokugawa nel 1661, che vietava tra le altre cose i libri erotici noti come  (好色本?, kōshokubon). Il più severo di questi editti è datato 1722, che vietava la produzione di nuovi libri senza il consenso del commissario della città, cosa che costrinse l'edizione degli shunga in clandestinità, senza però arrestarne lo sviluppo.
È da annotare anche che sovente coloro che erano incaricati di controllare l'applicazione delle leggi e degli editti contro gli shunga, erano piuttosto tolleranti ed inclini alla corruzione, come il sobayōnin dello shōgun Tokugawa Ieharu Tanuma Okitsugu.
L'arte shunga soccomberà solo con l'apparizione della fotografia erotica, all'inizio del periodo Meiji (明治時代?, Meiji jidai) (1868-1912).
L'arte shunga è considerata la fonte d'ispirazione della produzione hentai (変態?), ovvero degli anime e dei manga a carattere pornografico.

## Produzione

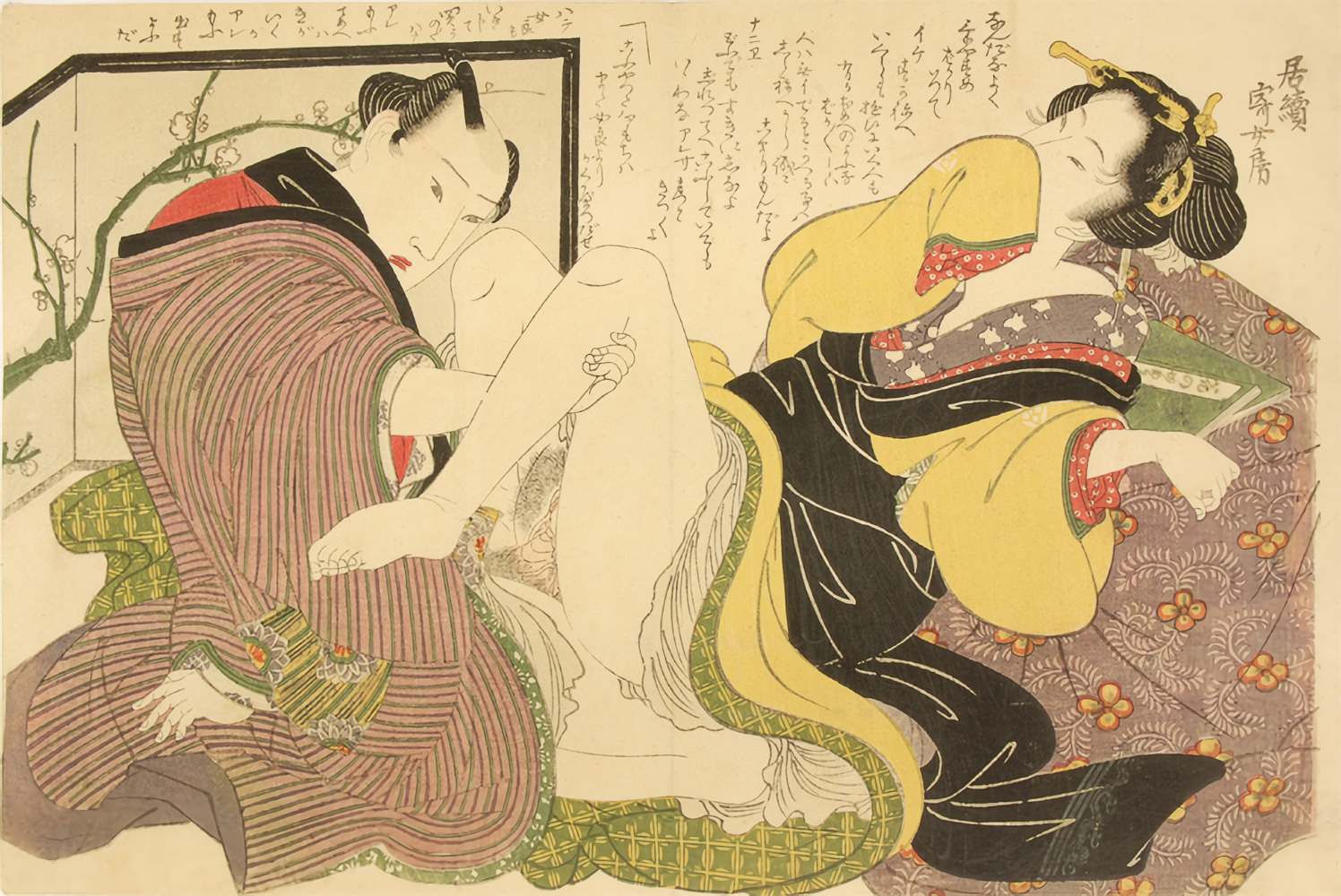
Shunga di Keisai Eisen

I shunga vennero prodotti tra il XVI ed il XIX secolo dagli artisti coinvolti nella stampa artistica ukiyo-e.
Beneficiando di una maggiore domanda e prezzi più alti rispetto alle altre stampe regolari, le copie dei shunga venivano prodotte e vendute nel formato di fogli singoli, o più frequentemente in forma di libri, chiamati enpon. Un altro formato molto popolare fu il kakemono (掛け物 絵?), ovvero un singolo rotolo ma dal costo elevato, poiché ognuno di essi era dipinto singolarmente.
Pochi artisti dell'epoca non produssero opere shunga, poiché sembra che la vendita di un singolo rotolo ad un cliente importante potesse fruttare quanto per vivere per sei mesi.
La stampa policroma, o nishiki-e (錦絵?), apparve solo intorno al 1765, ma molti shunga anteriori erano già colorati, dato che il colore veniva aggiunto a mano dopo la stampa.

## I personaggi
I personaggi più frequenti dei shunga erano le geisha e soprattutto le prostitute dei quartieri di piacere delle più importanti città giapponesi.
Queste donne, che avevano spesso una fama che travalicava i confini dei quartieri di piacere e delle città in cui questi erano collocati, avevano un forte potenziale erotico dovuto alla loro professione, ma erano inaccessibili alla maggior parte della popolazione. Solo gli uomini molto ricchi potevano sperare di usufruire dei loro servizi, mentre le donne comuni vedevano in loro idoli affascinanti.
Utamaro era particolarmente apprezzato per le sue raffigurazioni di cortigiane, che offrivano un livello senza precedenti di sensibilità e sfumature psicologiche.
Allo stesso modo, anche gli attori del kabuki erano spesso rappresentati, dato che la maggior parte di essi, soprattutto coloro che interpretavano i ruoli femminili, praticava la prostituzione maschile.

## I contenuti

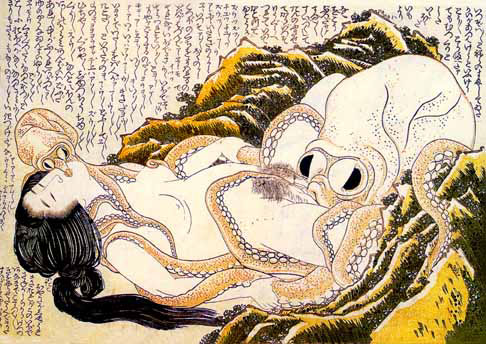
Il sogno della moglie del pescatore, xilografia di Hokusai (1820).

I temi shunga affrontavano tutte le sfaccettature della sessualità, sia eterosessuale che omosessuale.
Il più delle volte i personaggi che appaiono nelle sue scene sono vestiti, dato che in Giappone la nudità non era considerata espressamente erotica poiché era abitudine frequentare le terme ed i bagni comuni, ove la nudità e la promiscuità era la norma.
Le ambientazioni erano realistiche, dimore, bagni pubblici, postriboli o all'aperto, come lo erano i personaggi, ad esclusione del sesso, sia maschile che femminile, che veniva rappresentato di notevoli dimensioni.
Alcuni shunga contenevano anche scene di zooerastia come Il sogno della moglie del pescatore di Hokusai, in cui una donna copula con un polpo.

## I fruitori
I shunga erano apprezzati da uomini e donne di tutte le classi sociali. Si ritiene venissero regalati alle future spose, in modo che potessero istruirsi sul sesso, ma anche che fossero utilizzate dalle prostitute per eccitare i clienti.
Utilizzatori dei shunga potevano essere le mogli dei daimyō, lasciate sole dai mariti per lungo tempo a causa dei loro obbligati soggiorni presso la dimora dello shōgun, e uomini che non potevano frequentare i quartieri di piacere delle grandi città. Questo utilizzo si può dedurre dalla grande quantità di immagini di autoerotismo, sia maschile che femminile, presenti nei shunga, in cui il personaggio si eccitava sfogliando per l'appunto uno shunga.
Queste opere erano tra l'altro anche considerate amuleti contro la sfortuna e le disgrazie come gli incendi. Sembra che i militari portassero indosso dei shunga durante le battaglie perché si credeva che potessero evitare di essere colpiti dal nemico.